# 澳門島嶼列表

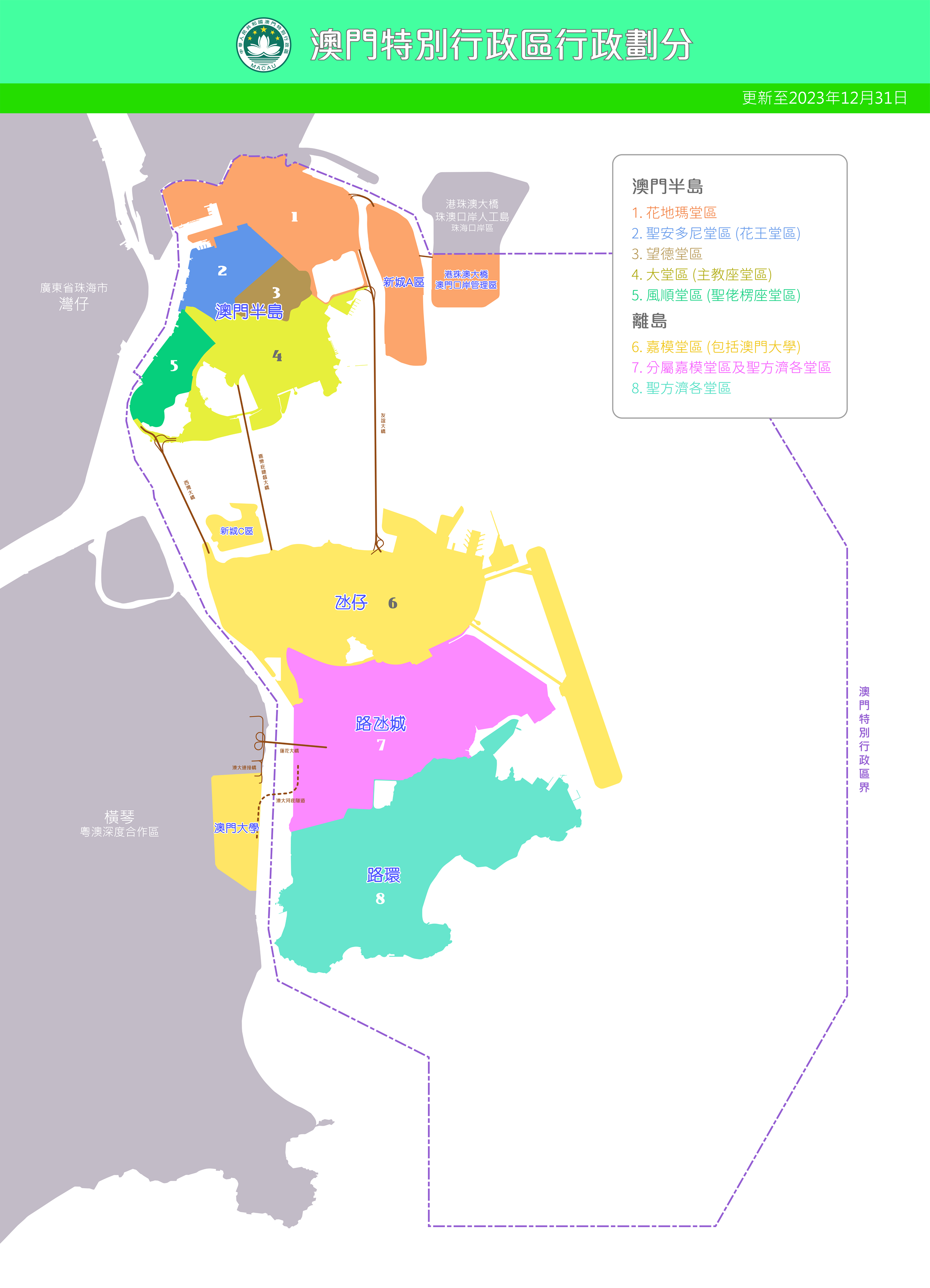
澳門半島（上，原澳門市）與唯一島嶼（下，原海島市）

如果不考虑岛礁，澳門的島嶼或離島現時有三個，一個為還未正式命名；其位於澳門半島以南，廣東珠海市橫琴島之東，取代了昔日的海島市。另外有兩個人工島，包括新城A區和港珠澳大橋澳門口岸。
澳門地處珠江口西岸，由于多年泥沙堆積，加上填海，島嶼數目不斷減少。澳門過去主要有兩大岛：氹仔和路環。兩島於1960年代修筑路氹連貫公路连接而成；1980年代後期加上路氹城才完完全全相連。根据澳门特区官方网记载，该岛屿總面積達19.3平方公里，人口66,585人（2006年8月19日人口普查）。

## 地理分区
该岛屿地理上分为氹仔、路环以及两者之间的新填海区——路氹城。氹仔和路環原为独立的島嶼，兩島之間的水域为「十字門」一部分。1960年代在兩島之間興建一條海堤（路氹連貫公路），自此兩島陸地相連。

### 氹仔
氹仔是澳門的住宅區，該島北端有三條大橋與澳門半島連接，澳門科技大學在該島南端與路氹城銜接之地。該島近路氹城地段已興建或正在興建的知名建築有：澳門運動場、澳門賽馬會馬場、龍環葡韻等景點，官也街多知名小吃和餐館。島上有澳門主要的海空口岸：澳門國際機場和氹仔客運碼頭。

### 路環
路環古稱「過路環」，顧名思義是一條馬路環繞着一個小島，該島中部是小山丘，多森林。澳葡政府時期在此建有石排灣郊野公園和澳門政府時期建有媽祖文化村，在這裡可以見到一尊巨大的媽祖像。只有小島邊沿環繞着一條馬路，有人聚集居住。該島北面有一發電廠。南部有兩個沙灘：黑沙海灘和竹灣海灘。黑沙海灘是澳門八景之一，每逢周末，本地人喜愛前來享受家庭樂，而平日，也吸引許多遊客，尤其是中國内地遊客前來參觀。該島還有一個聯生工業村、一個袖珍深水港（九澳港）。

### 路氹城
路氹連貫公路修築後，海堤西面出現了紅樹林，東面形成了泥灘，曾成為澳門的生態奇觀。一直至1980年代，海堤兩面先後進行填海工程，使兩島完完全全地相連合一，此天然景象才隨著填海而消失。其後在填海之地建立路氹城，路氹城現時主要的建築物包括：路氹金光大道，路氹國際體育綜合體（包括：澳門蛋、國際射擊中心、網球學校、保齡球中心），路氹邊檢大樓（己拆除）。路氹城還擁有澳門僅存的生態保護區：路氹生態保護1區和2區。

## 行政
兩岛原属于海岛市（Concelho das Ilhas），但其臨時海島市政局及臨時市議會 （「臨時」二字是澳門回歸後增加的）在2001年底被取消。

## 生态
與澳門半島相比，氹仔人口密度小，綠化面積大，生態保護得好。在氹仔島曾幾度發現大蟒蛇，最近的一次為2004年，在氹仔著名景點龍環葡韻發現一條3.4米的大蟒。路氹填海區內，澳門銀河以南，原路氹邊檢大樓以北，有澳門唯一的野生動物保護區，該區多鷺類，有黑面琵鷺等珍禽遷徙來此。路環島多森林，物種多異，鷹類較多。

## 曾有島嶼
澳門島嶼數高峰期有八個，但經過不斷填海，正式來說澳門現在就只有一個島嶼。
- 澳門島。即澳門半島，數千年前為一海上小島，其後因珠江口西側泥沙形成沙堤與兩岸多次填海而與中國大陸相連。
- 青洲。位於澳門半島西北，早在1890年代由一海堤相連，20世紀初期與澳門半島以半島的形式相連。
- 馬交石。位於澳門半島東北角，獨立在海上的石頭，島上建有天后古廟，1920年代與半島相連。
- 檳榔石。位於澳門媽閣以南，氹仔以北，獨立在海上的礁石，石上有航海指示燈一座。 （页面存档备份，存于）
- 氹仔。氹仔岛在100多年前为两个小岛，即大氹与小氹，由一連島沙洲相連。20世纪初该地段逐渐填海，使得两小岛合二为一称为氹仔，现在该岛上的大潭山和小潭山就是当初的那两个小岛。1980年代後期因填海而與南面的路環島相連。
- 一粒米。原位於氹仔東岸，1995年因填海工程，成為澳門國際機場控制塔基座。
- 路環。曾經為澳門最大島嶼，1980年代後期因填海而與澳門正中間的氹仔相連。
- 大洲。位於路環東北海面，現已與路環相連。